# Peltolammi
Peltolammi est un quartier de Tampere en Finlande .

## Description
Peltolammi est situé le long de l'ancienne route Lempääläntie, entre Rautaharko, Lakalaiva et Multisilla, à environ six kilomètres du centre-ville de Tampere.
Du côté sud-ouest de la zone résidentielle se trouve un petit lac éponyme, dont la hauteur est de 104,6 mètres d'altitude et à environ 27 mètres au-dessus de la surface du lac Pyhäjärvi. À la frontière ouest de la ville se trouve la ligne ferroviaire entre Tampere et Helsinki, de l'autre côté se trouve le quartier de Sarankulma.